# Dachang Shandao (köpinghuvudort i Kina, Liaoning Sheng, lat 39,28, long 122,60)
Dachang Shandao är en köpinghuvudort i Kina. Den ligger i provinsen Liaoning, i den nordöstra delen av landet, omkring 290 kilometer söder om provinshuvudstaden Shenyang. Antalet invånare är 29 717. Befolkningen består av 14 509 kvinnor och 15 208 män. Barn under 15 år utgör 12,0 %, vuxna 15-64 år 77 %, och äldre över 65 år 9,0 %.
Det finns inga andra samhällen i närheten. 
Genomsnittlig årsnederbörd är 962 millimeter. Den regnigaste månaden är juli, med i genomsnitt 324 mm nederbörd, och den torraste är mars, med 15 mm nederbörd.